# Selva de Bohèmia

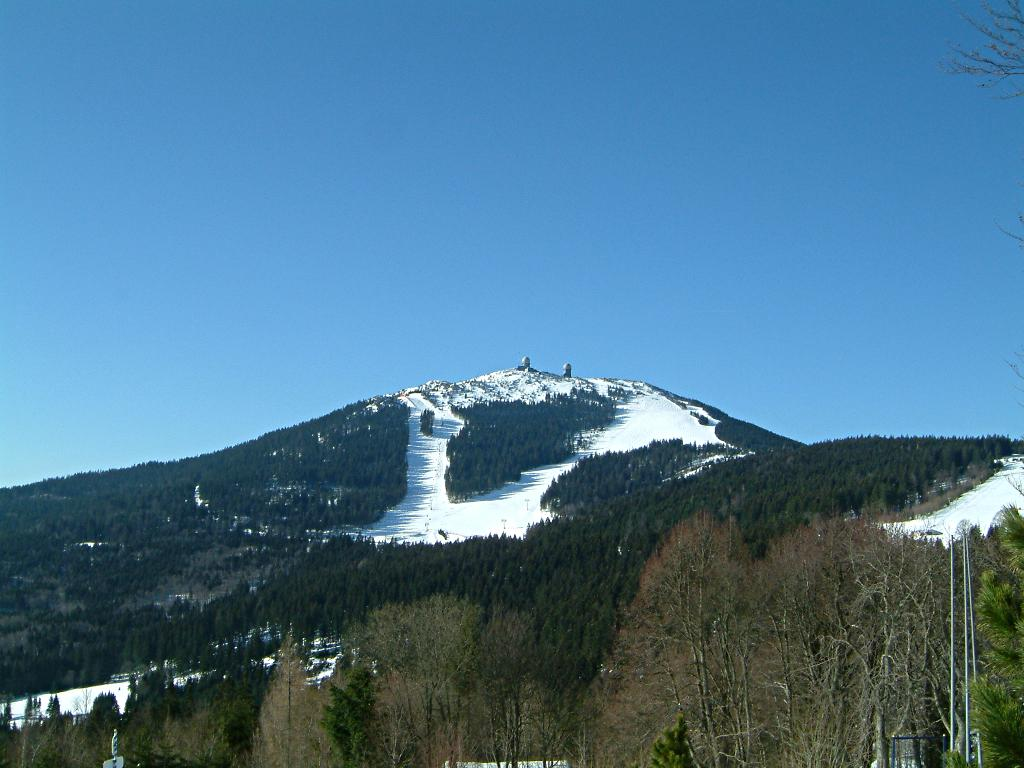
roßer Arber (Velký Javor)

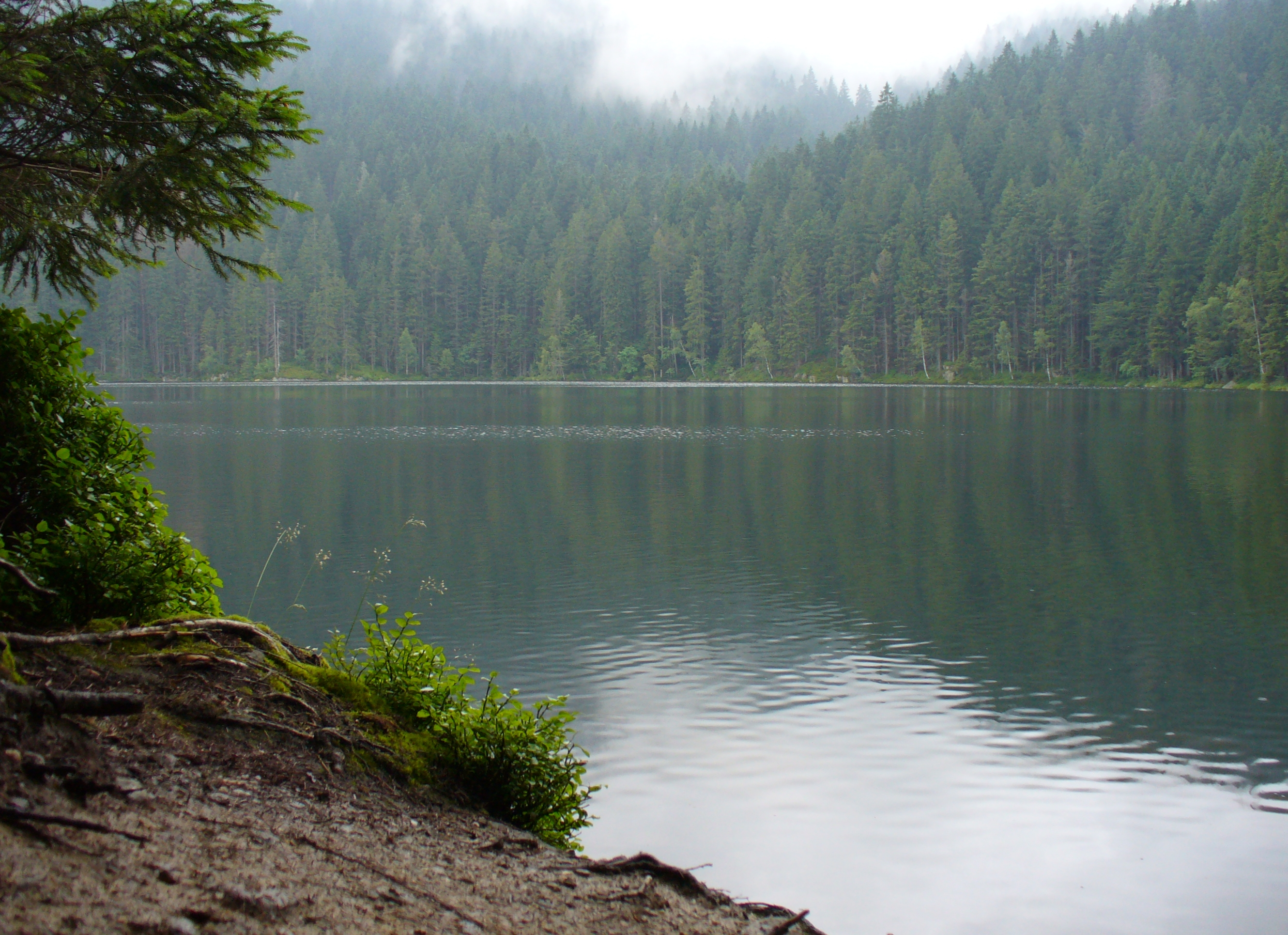
Čertovo jezero (Llac del Dimoni)

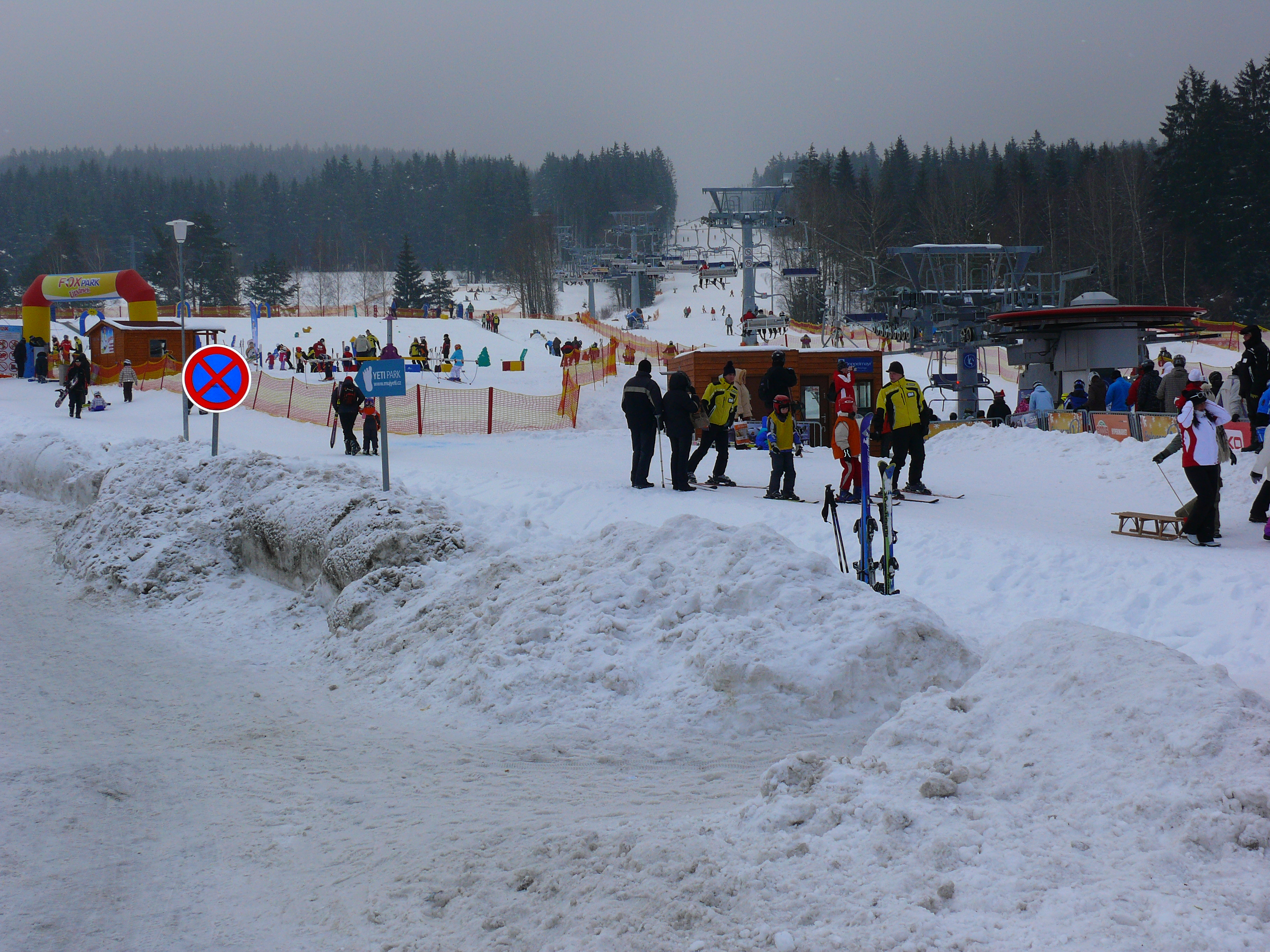
Esquí a Šumava

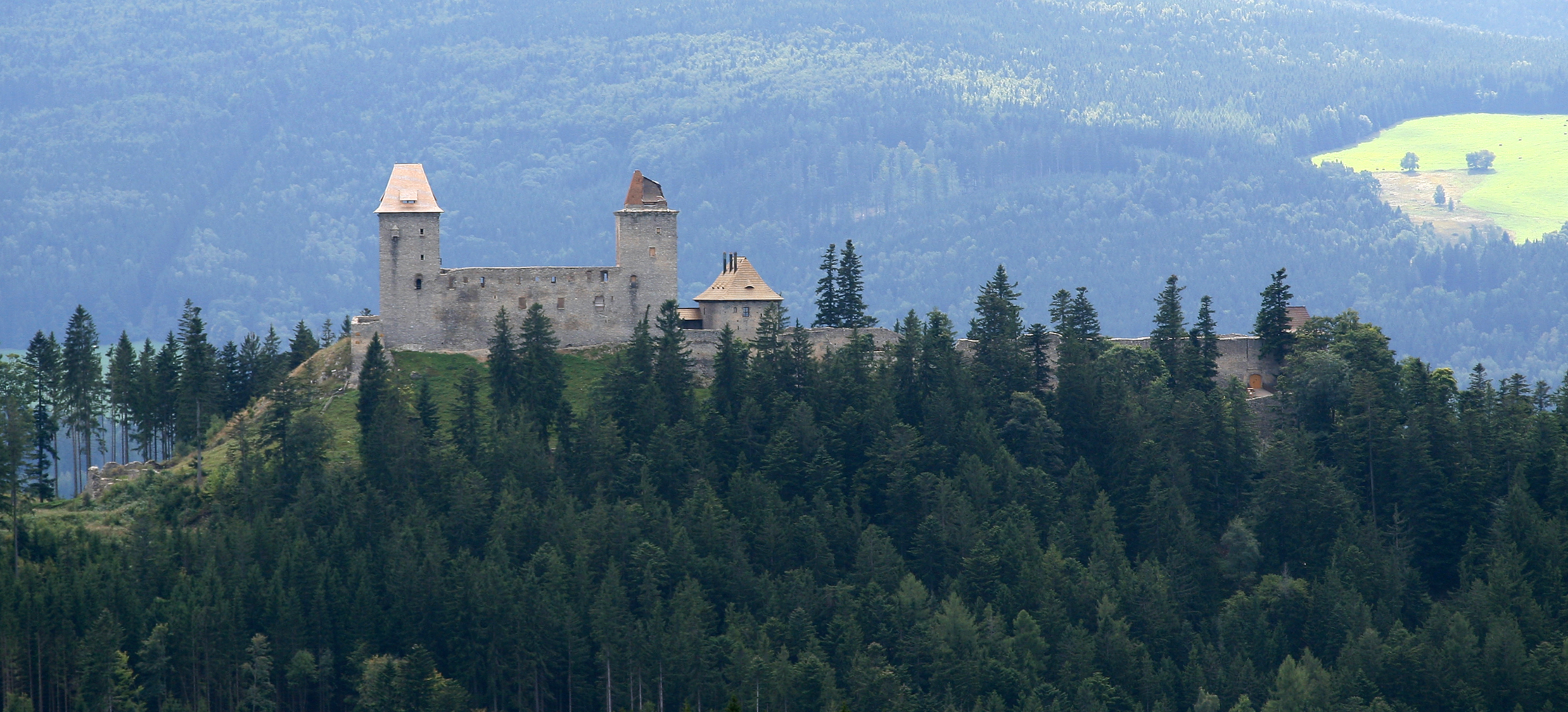
Castell de Kašperk

La Selva o Bosc de Bohèmia (en idioma txec: Šumava i en alemany: Böhmerwald) és una serralada de baixes muntanyes d'Europa Central. S'estenen des de la Bohèmia meridional a la República Txeca a Àustria i la Baviera alemanya. Formen una frontera natural entre Txèquia a una banda, i Alemanya i Àustria a l'altra.
En idioma txec, Šumava també es fa servir com un nom per a tota la regió adjacent de Bohèmia.

## Geografia i clima
La Selva de Bohèmia consta de regions molt arbrades amb altituds mitjanes d'entre 800–1.400 metres. El pic més alt és el Großer Arber (1.456 m) a la banda de Baviera. Aquesta serralada és una de les formades en temps més antics d'Europa i les seves muntanyes estan molt erosionades cap a formes arrodonides i amb poques parts rocoses. Són típics els altiplans d'uns 1,000–1,200 m amb un clima relativament dur i amb torberes.

## Hidrologia

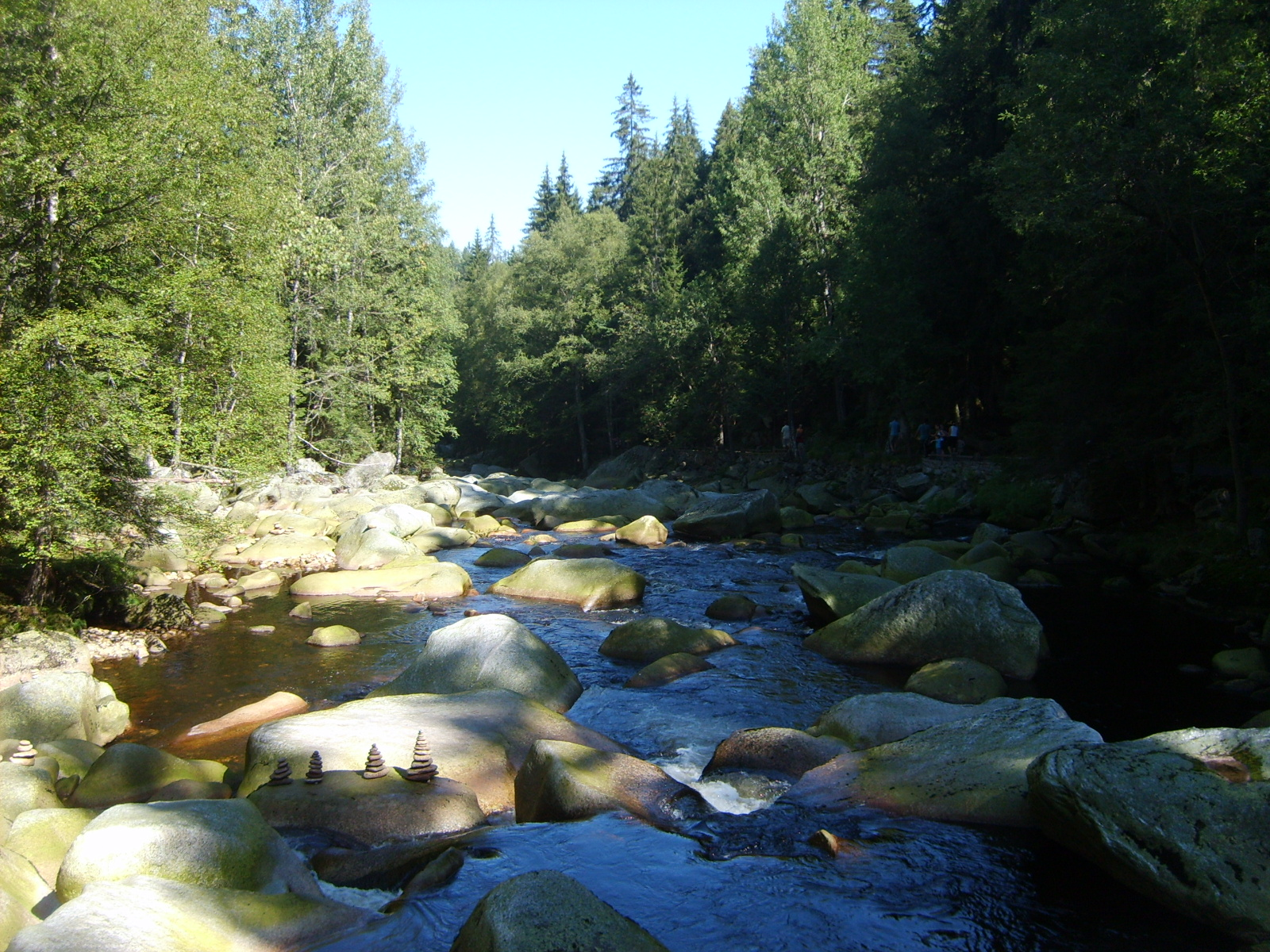
Riu Vydra

La Selva de Bohèmia és una divisòria hidrològica entre les conques de la mar Negra i les del Mar del Nord on hi flueixen els rius Vltava, Otava i Úhlava. La regió de Šumava és un reservori important d'aigua per a l'Europa Central. També hi ha circs glacials.

## Natura
A Txèquia hi ha el Parc Nacional de Šumava i una Reserva de la Biosfera de la UNESCO. A Baviera hi ha el Parc Nacional del Bosc de Baviera.

## Història
L'origen de l'actual nom de Bosc de Bohèmia es remunta a l'any 400 aC. El poble cèltic dels Boii s'estenia per Europa i els romans van anomenar-los Boiohaemum. Estrabó i Ptolemeu ja mencionen aquest bosc. Al segle vi els eslaus, avantpassats dels txecs, hi migraren. El nom txec de Šumava està registrat des del segle xv en l'obra d'Antonio Bonfini' Rerum unganicarum decades.